# Алан Маршалл Кларк
Алан Маршалл Кларк (англ. Alan Marshall Clark, нар. 10 травня 1957) — автор і художник, найбільш відомий як ілюстратор і художник обкладинок багатьох творів жахів. Він був номінований на премію Брема Стокера за найкращий перший роман за свою книгу «Обітована сирена» (у співавторстві з Джеремі Робертом Джонсоном) 2005 року.
Алан став лауреатом Всесвітньої премії фентезі за свої ілюстрації («Найкращий художник 1994 року») і багато нагород Чеслі Асоціації художників наукової фантастики та фентезі. Його книга "Фарба в моїй крові « була номінована на „Найкращу художню книгу“ на Locus Awards 2005 року. Він також був номінований на премію Міжнародної гільдії жахів 2005 року в категорії „Нон-фікшн“. Його роботи були представлені на багатьох підписаних обмежених виданнях від Cemetery Dance Publications, Lonely Road Books, Subterranean Press, Earthling Publications та багатьох інших видавництв у твердій обкладинці, а також ілюстрації на обкладинках та всередині підручників, дитячих книжок, м'яких обкладинок, журналів та компакт-диски.
Він отримав ступінь бакалавра образотворчого мистецтва в Художньому інституті Сан-Франциско в 1979 році. Він володіє видавничою компанією IFD Publishing (започаткована в 1999 році). Він живе в Юджині, штат Орегон, зі своєю дружиною Мелоді.
Пан Кларк включений до найновішого видання Художники наукової фантастики та фентезі ХХ століття: Біографічний словник під редакцією Роберта Вайнберга, Джейн Франк (McFarland & Company, 2009).

## Вибрана бібліографія Алана М. Кларка
- Фарба в моїй крові (також випущений обмеженим тиражем із компакт-диском) (видавництво IFD 2004). М'яка обкладинка. ISBN 0-9671912-6-2
- Сирена Обіцянки (співавтор — Джеремі Роберт Джонсон) (Bloodletting Press, 2005 обмежене видання; перевидано Swallowdown Press 2006; перевидано IFD Publishing 2017). М'яка обкладинка. ISBN 978-0-9965536-9-8.
- Біль та інші дрібниці, які не дають вам спокою (збірка оповідань за редакцією Алана М. Кларка з ілюстраціями, новелами та оповіданнями його та кількох інших) (видавництво IFD, 2003). ISBN 0-9671912-5-4ISBN 0-9671912-5-4.
- Кров батька часу, книга 1, новий монтаж (співавтори: Алан М. Кларк, Стівен С. Меррітт і Лорелі Шеннон). (Five Star Press, травень 2007). ISBN 1-59414-595-4ISBN 1-59414-595-4.
- Кров батька часу, книга 2, Велика змова містичного клану (співавтори: Алан М. Кларк, Стівен С. Меррітт і Лорелі Шеннон) (Five Star Press, липень 2007). ISBN 1-59414-604-7ISBN 1-59414-604-7.
- Д. Д. Мерфрі, таємний поліцейський (співавторка Елізабет Массі) (Raw Dog Screaming Press, 2009). Тверда палітурка. ISBN 978-1-933293-82-0 / М'яка обкладинка. ISBN 978-1-933293-83-7
- Діти з могил (Lazy Fascist Press 2010). М'яка обкладинка. ISBN 1-936383-21-7
- Про наперсток і загрозу: Життя жертви різника (книга 1 із серії жертв Джека Різника) (Lazy Fascist Press 2011). М'яка обкладинка. ISBN 1-936383-69-1
- Парламент ворон (Lazy Fascist Press 2012). М'яка обкладинка. ISBN 1621050637
- Двері, що виходили на захід (Lazy Fascist Press 2014). М'яка обкладинка. ISBN 978-1621051398
- Скажи будь-що, крім своїх молитов (книга 2 із серії жертв Джека Різника) (Lazy Fascist Press 2014; перевидано видавництвом IFD Publishing 2017). М'яка обкладинка. ISBN 978-0-9988466-0-6
- Серія „Жертви Джека Різника: подвійна подія“ (перші 2 романи серії „Жертви Джека Різника“ в одному томі) (видавництво IFD Publishing 2015). електронна книга. ISBN 978-0-9887767-7-7
- Подруга хірурга: Дисмемуар (видавництво IFD 2016). М'яка обкладинка. ISBN 978-0-9965536-2-9
- Жорстоке похолодання в серпні (книга 3 із серії „Жертви Джека Різника“) (Word Horde 2016). М'яка обкладинка. ISBN 978-1-939905-25-3
- Вибачення перед Котячим м'ясом (книга 4 із серії „Жертви Джека Різника“) (видавництво IFD Publishing 2017). М'яка обкладинка. ISBN 978-0-9988466-1-3
- Ціна повії (книга 5 із серії „Жертви Джека Різника“) (видавництво IFD 2018). М'яка обкладинка. ISBN 978-0-999665619
- 13 „Суд Міллера“ (складається з двох романів „Ціна повії“ Алана М. Кларка та „Монета вбивці“ Джона Лінвуда Гранта, які утворюють один роман, розділи яких чергуються) (видавництво IFD, 2018 р., м'яка обкладинка). ISBN 978-0-999665671 .
- Полеглі гіганти пунктів (Видавництво IFD). М'яка обкладинка. ISBN 978-1734297867
- Нічні птахи (у співавторстві з Лізою Снеллінгз) (видавництво IFD 2022). М'яка обкладинка. ISBN 979-8985282733

### Нариси та статті
- „Підземне місто“ з книги»Малювання фантастичних пейзажів і міських пейзажів « під редакцією Роб Александер (Quarto Books, 2006).
- „Пікселізований“ з книги»Paint or Pixel: цифровий розрив у мистецтві ілюстрації"під редакцією Джейн Френк (Nonestop Press, 2007).

## Праці
Він ілюстрував книжкові обкладинки та інтер'єрні ілюстрації для таких авторів та багатьох інших:
- Джон Пол Аллен
- Джей Бонансінга
- Рей Бредбері
- Гарі А. Браунбек
- Дейвід Брін
- Поппі З. Брайт
- Кілан Патрік Берк
- Елізабет Енгстром
- Крістофер Голден
- Джим К. Гайнс
- Шарлі Джейкоб
- Джеремі Роберт Джонсон
- Брайан Кін
- Джек Кетчум
- Ненсі Кілпатрік
- Брайан Найт
- Стівен Кінг
- Джо Ленсдейл
- Річард Лаймон
- Едвард Лі
- Брайан Ламлі
- Джеймс А. Мур
- Л. Е. Модесітт
- Івонн Наварро
- Вільям Ф. Нолан
- Норман Партридж
- Том Піччіріллі
- Брюс Холланд Роджерс
- Ел Саррантоніо
- Аллен Стіл
- Стів Раснік Тем
- Джеффрі Томас
- Ф. Пол Вілсон